# Greense functie
Een greense functie, genoemd naar de Britse wiskundige George Green, die deze functie rond 1830 ontwikkelde, is een bepaald type functie dat gebruikt wordt voor het oplossen van inhomogene lineaire differentiaalvergelijkingen met randvoorwaarden.
Greense functies spelen een belangrijke rol in veel vraagstukken van elektromagnetisme, akoestica, elasticiteit en dies meer. Ze spelen zowel een rol in de theoretische uitwerking van in de praktijk voorkomende vraagstukken, als ook in oplossingsmethoden met behulp van numerieke wiskunde.

## Achtergrond
De oplossingen van een stelsel van lineaire vergelijkingen {\displaystyle Ax=b} met een singuliere matrix {\displaystyle A} zijn van de vorm 
{\displaystyle x=x_{\text{S}}+x_{0}}
waarin 
{\displaystyle Ax_{0}=0}
en {\displaystyle x_{\text{S}}} een speciale oplossing is van het stelsel die gevonden kan worden met behulp van een matrix {\displaystyle B} waarvoor geldt:
{\displaystyle AB=I}.
Dan is namelijk voor {\displaystyle x_{\text{S}}=Bb}
{\displaystyle Ax_{\text{S}}=ABb=b}
Naar analogie hiermee kan een zogenaamde particuliere oplossing {\displaystyle f_{\text{S}}} van de inhomogene lineaire differentiaalvergelijking {\displaystyle Lf=g} gevonden worden met behulp van de greense functie {\displaystyle G=G(x,y)} waarvoor geldt:
{\displaystyle (LG)(x,y)=\delta (x-y)}
(NB. de differentiaalvergelijking wordt veel verkeerdelijk geschreven als {\displaystyle L\{f(x)\}=g(x)} in plaats van {\displaystyle Lf(x)=g(x)}.)
Aangezien
{\displaystyle (Lf)(x)=\int L(x,y)f(y)\,\mathrm {d} y}
en
{\displaystyle (LG)(x,z)=\int L(x,y)G(y,z)\,\mathrm {d} y=\delta (x-z)},
volgt namelijk voor {\displaystyle f_{\text{S}}=Gg}
d.w.z.
{\displaystyle f_{\text{S}}(x)=(Gg)(x)=\int G(x,y)g(y)\,\mathrm {d} y}
dat
{\displaystyle (Lf_{\text{S}})(x)=\int L(x,y)f_{\text{S}}(y)\,\mathrm {d} y=\int L(x,y)(Gg)(y)\,\mathrm {d} y=}
{\displaystyle =\int L(x,y)\int G(y,z)g(z)\,\mathrm {d} z\,\mathrm {d} y=\int \delta (x-z)g(z)\,\mathrm {d} z=g(x)}
Het oplossen van de differentiaalvergelijking komt dus neer op het vinden van de bijbehorende greense functie. Een greense functie is niet altijd een echte functie, maar in het algemeen wel een distributie.

## Definitie
De functie {\displaystyle G=G(x,y)} heet greense functie van de lineaire differentiaaloperator {\displaystyle L} als:
{\displaystyle (LG)(x,y)=\delta (x-y)}
Met behulp van deze greense functie kan een particuliere oplossing {\displaystyle f_{\text{S}}} van de inhomogene lineaire differentiaalvergelijking
{\displaystyle Lf=g}
geschreven kan worden als:
{\displaystyle f_{\text{S}}(x)=\int G(x,y)g(y)\,\mathrm {d} y}.

## Eigenwaarden
Als de differentiaaloperator {\displaystyle L} een volledig stelsel eigenvectoren {\displaystyle \psi _{n}} heeft, kan daarmee een greense functie gevonden worden. Voor het volledige stelsel eigenvectoren {\displaystyle \psi _{n}} geldt namelijk:
{\displaystyle \sum _{n=0}^{\infty }\psi _{n}(x)\psi _{n}(y)=\delta (x-y)}
Voor de greense functie {\displaystyle G} kan dan genomen worden:
{\displaystyle G(x,y)=\sum _{n=0}^{\infty }{\frac {1}{\lambda _{n}}}\psi _{n}(x)\psi _{n}(y)},
waarin {\displaystyle \lambda _{n}} de bij {\displaystyle \psi _{n}} behorende eigenwaarde is.

## Oplossingsmethoden
Een handige manier om de greense functie G(x,y) uit te rekenen 
is door G in te vullen in de differentiaaloperator.
{\displaystyle LG=\delta (x-y)}
Daardoor wordt het domein nu in tweeën opgesplitst: {\displaystyle x<y} en {\displaystyle x>y.} In deze twee gebieden is de differentiaalvergelijking homogeen en (vaak) eenvoudiger op te lossen met de standaardtechnieken. Om de coëfficiënten te vinden is het nodig om de differentiaalvergelijking in zijn geheel een keer te integreren.
Het opleggen van de randvoorwaarden, continuïteit op {\displaystyle x=y} en het verband uit de geïntegreerde differentiaalvergelijking levert de coëfficiënten op (die van {\displaystyle y} afhangen).

## Publicaties
- Legebeke, Gerhardus Joannes. De functie van Green. Beijers, 1879.